# Andalusit
Andalusit är ett aluminiumsilikatmineral med den kemiska formeln Al2SiO5. Mineralet kallades 1789 andalousit av Delamétehrie, som trodde att det kom från Andalusien, Spanien. Det stod dock snart klart att det var ett lokalitetsfel och att de studerade exemplaren faktiskt kom från El Cardoso de la Sierra, i den spanska provinsen Guadalajara, inte Andalusien.
Andalusit är trimorf med kyanit och sillimanit, som är polymorfen med lägre tryck i mitten av temperaturintervallet. Vid högre temperaturer och tryck kan andalusit omvandlas till sillimanit. Således, liksom med dess andra polymorfer, är andalusit ett mineral med aluminiumsilikatindex, vilket ger ledtrådar till djup och tryck som är involverade i att producera värdstenen.

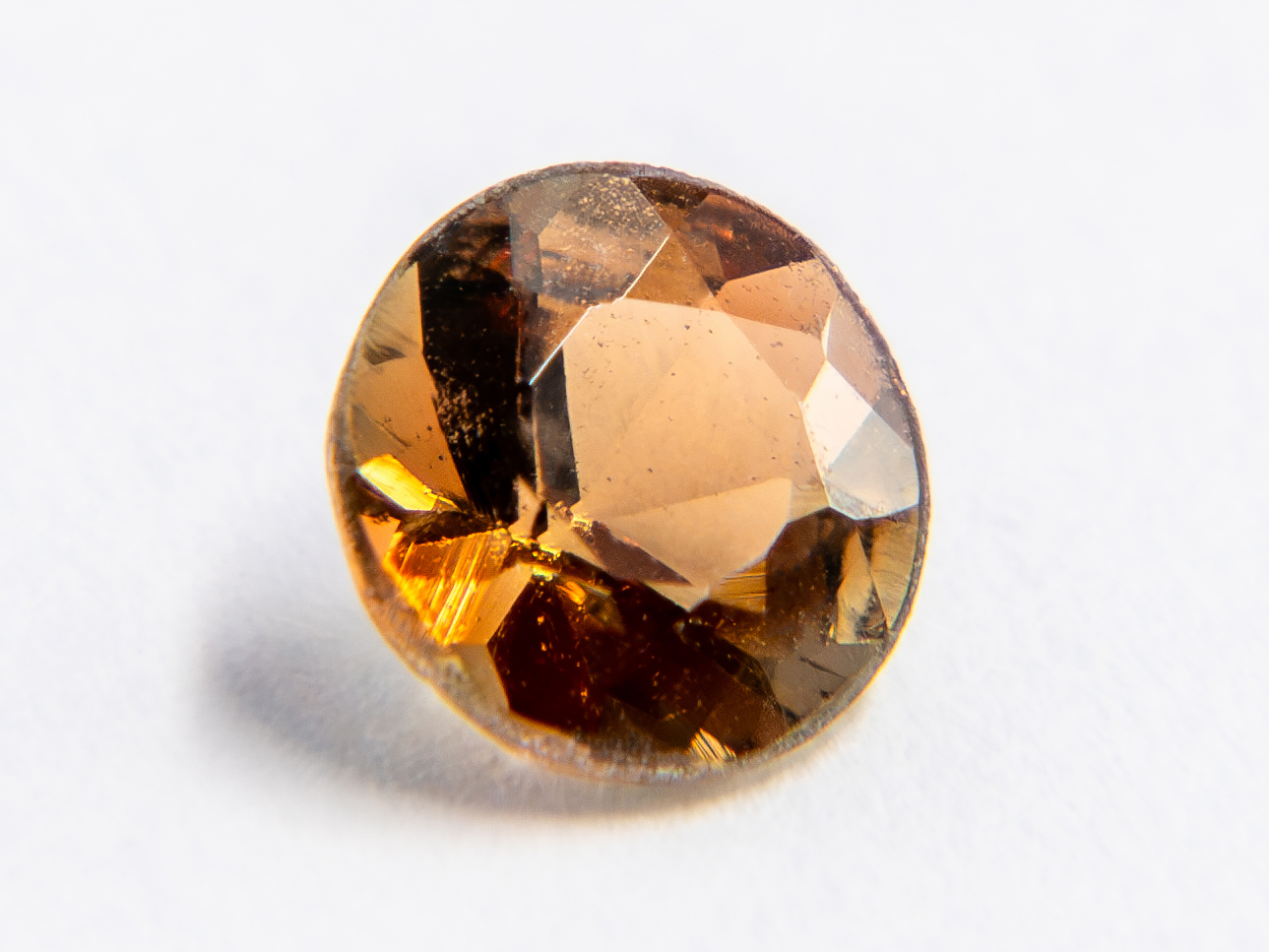
Rund facettslipad andalusit

## Variteter
Sorten chiastolit innehåller vanligtvis mörka inneslutningar av kol eller lera som bildar ett korsformigt mönster när de visas i tvärsnitt. Denna sten var känd åtminstone från 1500-talet och togs till många europeiska länder, som en souvenir, av pilgrimer som återvände från Santiago de Compostela.
Viridin är en grön variant av andalusit där mangan3+ ersätter aluminium, samma förändring är också orsak till färgen.  Kanonait är ett grönsvart mineral relaterat till andalusit och har den ungefärliga sammansättningen Mn0,76Al0,23Fe0,02)AlSiO5.
En tydlig, sort som finns i Brasilien och Sri Lanka kan slipas till en ädelsten. Facetterade andalusitstenar ger ett spel av röda, gröna och gula färger som liknar en dämpad form av iris, även om färgerna faktiskt är resultatet av ovanligt stark pleokroism.

## Förekomst
Andalusit förekommer rikligt i metamorfa bergarter som bildas under relativt lågt tryck och låg till hög temperatur. Mineralen kyanit och sillimanit har samma kemiska sammansättning som andalusit men en annan kristallstruktur. Dessa tre mineraler bildas var och en under olika tryck- och temperaturförhållanden och förekommer därför sällan tillsammans i samma bergart. Vilket av de tre som förekommer i en bergart ger därför information om bergartens bildningssätt. Det är särskilt förknippat med pelitiska metamorfa bergarter som glimmerskiffer. Andalusit med korsformade inneslutningar av kol eller lera kallas chiastolit.
Transparent andalusit kan bildas i pegmatiter och räknas som ädelsten. De förekommer bland annat i Brasilien och på Sri Lanka.
I Sverige förekommer andalusit i Bergslagen och i trakten av Boliden i Västerbotten.

## Användning
Andalusit används som eldfast material i ugnar och andra industriella processer. Sydafrika har den överlägset största delen av världens kända andalusitfyndigheter.